# Lissonota gibboclypeata
Lissonota gibboclypeata är en stekelart som beskrevs av Dali Chandra 1976. Lissonota gibboclypeata ingår i släktet Lissonota och familjen brokparasitsteklar. Inga underarter finns listade i Catalogue of Life.